# 杨鉴清
杨鉴清（1917年12月—2014年1月8日），江苏无锡人，荣毅仁夫人。
曾任中国民主建国会中央妇女工作委员会，全国工商联妇女工作委员会副主任，全国工商联第三至五届执委，全国妇联第四、五届执委，中国红十字总会第三届常务理事，中国儿童和少年基金会理事，第五至七届全国政协委员。1983年获全国三八红旗手称号。有四女一子。其子荣智健为中国富豪。
2014年1月8日，杨鉴清在香港因病逝世，享耆壽96岁。。